# Диярбакырспор
«Диярбакырспор» — турецкий футбольный клуб из города Диярбакыр.

## История
Основан в 1968 году в результате слияния двух любительских команд — «Диклеспор» и «Йылдызспор». Цвета клуба — красный (от «Йылдызспора») и зелёный (от «Диклеспора»). На логотипе та же изображены крепостные стены Диярбакыра и арбуз.
В 1977 году «Диярбакырспор» стал первой турецкой командой и второй в мире (после английского «Ноттингем Форест»), кому удалось выйти из 3-й лиги в 1-ю за два года.
В высшем турецком дивизионе играл в сезонах в 1977/78—1979/80, 1981/82, 1986/87, 2001/02—2005/06, 2009/10. Домашние матчи проводил на стадионе «Диярбакыр Ататюрк» (18 000 мест). Лучшим достижением «Диярбакырспора» в чемпионате Турции является 5-е место в сезоне-1978/79.
Вылетев из Суперлиги по итогам сезона-2009/10, клуб продолжил падение, ежегодно понижаясь в классе. Последовательно покинув первую и вторую лиги, по итогам сезона-2012/13 команда вылетела и из третьей лиги. В 2013 году правление клуба заявило о роспуске клуба из-за долгов. Офис клуба был передан «Диярбакыр Беледиеспору», игравшему во второй лиге. На региональном любительском уровне начала играть команда «Диярбакыр 1968 СК».
Осуществлялись попытки объединения с другой командой Диярбакыра, вышедшей по итогам сезона-2012/13 в третью лигу (с 2010 года носила название «Ени Диярбакырспор»), для этого название «Диярбакырспор» было изменено на «Йылдыз 21 Генджликспор», «Ени Диярбакырспор» взял название «Диярбакырспор» с правом его утверждения через три года (так как название обанкротившегося клуба можно использовать только по прошествии этого времени), однако эти решения были отменены, и в 2015 году «Ени Диярбакырспор» был переименован в «Диярбекырспор», по итогам сезона-2020/21 вышел во вторую лигу, играет на стадионе «Диярбакыр» (33 000 мест).
«Диярбакырспор» с сезона 2015/16 возобновил выступления, начав играть в любительских лигах Диарбакыра, по итогам сезона-2019/20 повысился до региональной любительской лиги (Д-5), играет на стадионе «Диярбакыр».
Почётным президентом клуба являлся Гаффар Оккан.
В сезоне 2022/23 команда снялась с розыгрыша чемпионата Второй лиги Турции из-за землетрясения.
В июле 2023 года ходили слухи, что «Диярбакырспор» нашёл новых спонсоров и сменил название на «Месопотамия», но вскоре руководство «Дияра» опровергло эту информацию.

## Статистика выступлений (2001—2013)
| Лига        | Годы    | Место | В-Н-П    | Очки |
| ----------- | ------- | ----- | -------- | ---- |
| Суперлига   | 2001/02 | 12    | 10-10-14 | 40   |
| Суперлига   | 2002/03 | 14    | 9-9-16   | 36   |
| Суперлига   | 2003/04 | 12    | 12-7-15  | 43   |
| Суперлига   | 2004/05 | 14    | 9-7-18   | 34   |
| Суперлига   | 2005/06 | 18    | 8-5-21   | 29   |
| Первая лига | 2006/07 | 4     | 14-10-10 | 52   |
| Первая лига | 2007/08 | 5     | 16-9-9   | 57   |
| Первая лига | 2008/09 | 2     | 18-8-8   | 62   |
| Суперлига   | 2009/10 | 16    | 6-9-19   | 27   |
| Первая лига | 2010/11 | 17    | 1-7-24   | 10   |
| Вторая лига | 2011/12 | 15    | 6-7-19   | 25   |
| Третья лига | 2012/13 | 17    | 3-5-26   | 14   |

## Достижения
- Первая лига Турции
  - Чемпион (2): 1976/77, 1985/86
  - Второе место (3): 1984/85, 1999/00, 2008/09
  - Третье место (2): 1980/81, 1985/86